# Herschel Smith
Herschel Albert Smith (ur. 25 stycznia 1900 w Chicago, zm. 3 stycznia 1964 w Silver Creek Township) – amerykański zapaśnik walczący w stylu wolnym. Olimpijczyk z Paryża 1924, gdzie zajął dziewiąte miejsce w wadze średniej.
Zawodnik United States Naval Academy.

## Letnie Igrzyska Olimpijskie 1924
| Konkurencja      | Rundy eliminacyjne    | Rundy eliminacyjne    | Klas. końcowa |
| Konkurencja      | 1/16                  | Ćwierćfinał           | Miejsce       |
| ---------------- | --------------------- | --------------------- | ------------- |
| 79 kg styl wolny | Svend Nielsen (DEN) Z | Vilho Pekkala (FIN) P | 9.            |